# アガサ・クリスティ失踪の謎
「アガサ・クリスティ失踪の謎」（アガサ・クリスティしっそうのなぞ、原題: "The Unicorn and the Wasp"）は、イギリスのSFドラマ『ドクター・フー』第4シリーズ第7話。2008年5月17日19:00に BBC One で放送された。
舞台は犯罪フィクション小説家アガサ・クリスティ（演:フェネラ・ウールガー）が失踪する直前の1926年のイングランドのマナー・ハウスである。本作では姿を変える巨大な蜂がパーティーのゲストの1人に偽装して、同じくゲストの1人であるクリスティの小説と同じ手法を使って他のゲストを殺害するという、殺人ミステリーが物語の軸になっている。

## 連続性
エピソードの冒頭で、ドクターはアガサ・クリスティに会いたかったと主張している。これは「ラスト・オブ・タイムロード」の終盤で先代コンパニオのマーサ・ジョーンズと話した内容を反映している。
ドナはアガサ・クリスティ本人が殺人事件に遭遇することに「幽霊に囲まれたチャールズ・ディケンズと一緒よ。クリスマスにね」と発言するが、これは彼女の知らないうちに「にぎやかな死体」での出来事を言及したことになっている。
アガサ・クリスティが犯人の動機を明らかにしようとする中、ドクターは中世のベルギーで自らが矢筒と弓矢を背負っている姿を回想し、狂ったコンピュータに誘拐されたカール大帝をアルデンヌの奥地で捜索していたと語った。その全てが語られる前にクリスティが話を妨げたが、この出来事の全容はBBCの『ドクター・フー』公式サイト上で "The Lonely Computer" という題のショートストーリーとして明らかにされた。
ドナは自身が利用されていたと分かったランスとの婚約のことをアガサに語っており、これは2006年クリスマススペシャル「消えた花嫁」の出来事を指している。
終盤でドクターは収集したアイテムをアルファベットごとに整理していることが明かされた。「鋼鉄の時代」のサイバーマンの胸のプレート、「言葉の魔術師」でキャリオナイトを封印した水晶玉、おそらく「ポンペイ最後の日」のグレコローマン像の頭、そしてクリスティの小説『雲をつかむ死』の西暦50億年復刻版が登場した。

## 製作

### 脚本
本作は以前に第3シリーズの偽史エピソード「言葉の魔術師」の脚本も担当したギャレス・ロバーツが執筆した。ロバーツは彼の「言葉の魔術師」の脚本を読み直したエグゼクティブ・プロデューサーのラッセル・T・デイヴィスから執筆する第4シリーズのエピソードを与えられ、数ヶ月後に製作チームから"アガサ・クリスティー"と書かれたメールを受け取った。アガサ・クリスティが登場する殺人ミステリーというアイディアは元々プロデューサーのフィル・コリンソンが思いついた。
クリスティの作品のファンであることを自認するロバーツは、本作をコメディ仕立てにした。貴族社会の秘密に焦点を当てたクリスティンの小説『ねじれた家』と『白昼の悪魔』の1982年の映画版は彼の特に好きな作品であり、彼は両作をベースに本作を執筆した。両作の話をしながら、ロバーツは「アガサ・クリスティ失踪の謎」について「出演者豪華な、極めて奇妙な現代の『ドクター・フー』の脚本だ。クリスマス以外、本当に豪華な人たちを私たちは誰も見ていない」「上流階級の世間体の虚飾や、その下にある家族の真実を巡って、面白いものがある」と述べた。また、彼は「たくさんのイングランド人俳優がエキゾチックな場所で誇張した演技をして……そして誰かが殺害されるのを見るほど良いものは本当にない！」とも主張した。本作の原題は漠然とクリスティらしく聞こえるように意図的に選ばれたが、クリスティが"何々と何々"という構造を使うことは決してないとロバーツは認めた。
本作の執筆時に、ロバーツは壮大で楽しいオールスターの殺人ミステリーにすることを狙った。ロバーツは、どの草案でも楽しいものにすることを望んだデイヴィスのアドバイスと、「危険なのは、脚本中に明らかに面白いはずの瞬間があると、馬鹿げた声や歩きなどを誰にでもやらせられると考えるようになるが、それはまさに間違った方法だと思う。」という以前の『ドクター・フー』の脚本編集ダグラス・アダムズのアドバイスに影響を受けた。このアドバイスを使い、彼はコメディの中に登場人物がユーモアに気付かない格言を仕込んだ。例として『フォルティ・タワーズ』のバジル・フォルティの不運がある。
Doctor Who Magazine でのインタビューでは、ロバーツは「プレッシャーはある程度少なかった」と主張した。彼は「言葉の魔術師」と The Sarah Jane Adventures の二部作 Whatever Happened to Sarah Jane? の成功に喜んだが、彼は自身を『ドクター・フー』内の架空組織UNITの管理職員メンバーであるベル伍長と結びつけ、自分は物事の中間になりたくも、ドクターに振りかかる極めて重要で大きなことを書きたくもなかったのだと主張した。
ロバーツとデイヴィスは非公式のコンテストを開催し、クリスティの作品への言及をどれだけ取り込めるか吟味した。挙げられた作品タイトルは『アクロイド殺し』『なぜ、エヴァンズに頼まなかったのか?』『書斎の死体』『秘密機関』『NかMか』『復讐の女神』『鳩のなかの猫』『死者のあやまち』『魔術の殺人』『死との約束』『ひらいたトランプ』『忘られぬ死』『終りなき夜に生れつく』『ねじれた家』『雲をつかむ死』『動く指』『満潮に乗って』『死が最後にやってくる』『オリエント急行の殺人』『牧師館の殺人』があった。削除シーンではドクターの服に準えて『茶色の服の男』が言及された。物語自体もクリスティの複数の小説と類似しており、宝石泥棒のストーリーラインは『チムニーズ館の秘密』に、ミス・チャンドラカラの死は『そして誰もいなくなった』に、大佐が障害を負っていないという暴露は『蒼ざめた馬』のキーコンセプトに影響されている。

### 配役
デイヴィッド・テナントの父サンディ・マクドナルドが冒頭のシーンにてフットマン役で静かにカメオ出演している。これはセットにいるデイヴィッドを訪ねた際に演技を依頼されたためである。
フェネラ・ウールガーのアガサ・クリスティ役でのキャスティングはデイヴィッド・テナントの提案によるもので、彼は過去に彼女と映画『Bright Young Things』やドラマ『HE Knew He Was Right』で共演していた。彼女は後にオーディオ The Company of Friends でヘレン・フェマー役を、Nevermore でモレラ・ウェンディゴ役を演じた。
フェネラ・ウールガーは以前にはドラマ『名探偵ポワロ』のエピソード「エッジウェア卿の死」にエリス役で、「ハロウィーン・パーティ」にエリザベス・ウィテカー役で出演した。「アガサ・クリスティ失踪の謎」で召使役を演じたデイヴィッド・クイルターも『名探偵ポワロ』の「100万ドル債券盗難事件」に出演した。
カーシュビー大佐役を演じたクリストファー・ベンジャミンは、以前には『ドクター・フー』クラシックシリーズに二度出演していた。一度はInferno（1970年）のサー・ケイス・ゴールド役で、もう一度は The Talons of Weng-Chiang（1977年）のヘンリー・ゴードン・ジェイゴ役であった。
ハチに殺害されたマナー・ハウスのスタッフ長であるチャンドラカラを演じたリーナ・ディングラは、後に第11シリーズ「パンジャブの悪魔」（2018年）にヤズミン・カーンの祖母ナニ・アンブリーン役で再出演する。

## 放送と評価
BARBによると、「アガサ・クリスティ失踪の謎」の視聴者数は841万人で、その日の番組ではITVの『ブリテンズ・ゴット・タレント』に次いで2番目に視聴者が多く、その週の全番組でも7番目であった。本作の Appreciation Index は86 ("Excellent") を記録した。
ゲーム『BioShock2』の主監督ジョーダン・トーマスは、同ゲームのキャラクターであるソフィア・ラムが「アガサ・クリスティ失踪の謎」でアガサ・クリスティ役を演じたフィネラ・ウールガーにインスパイアされ、キャラクターの声もウールガーが担当したと主張した。また、同ゲームにはグレース・ホロウェイという名前のキャラクターも登場し、これは『ドクター・フー』の1996年のテレビ映画での同名のコンパニオンに由来する。